# Kirsànivka (Crimea)
|  | Per a altres significats, vegeu «Kirsànovka». |

Kirsànivka (en (ucraïnès): Кирсанівка) és un poble de la República Autònoma de Crimea a Ucraïna, que el 2014 tenia 299 habitants. Pertany al districte de Nijnegorski.